# セルゲイ・ユトケーヴィッチ
セルゲイ・ユトケーヴィッチ（ロシア語: Серге́й Ио́сифович Ютке́вич, 1904年9月15日 - 1985年4月24日）は、ソビエト連邦の映画監督、脚本家である。

## 生涯

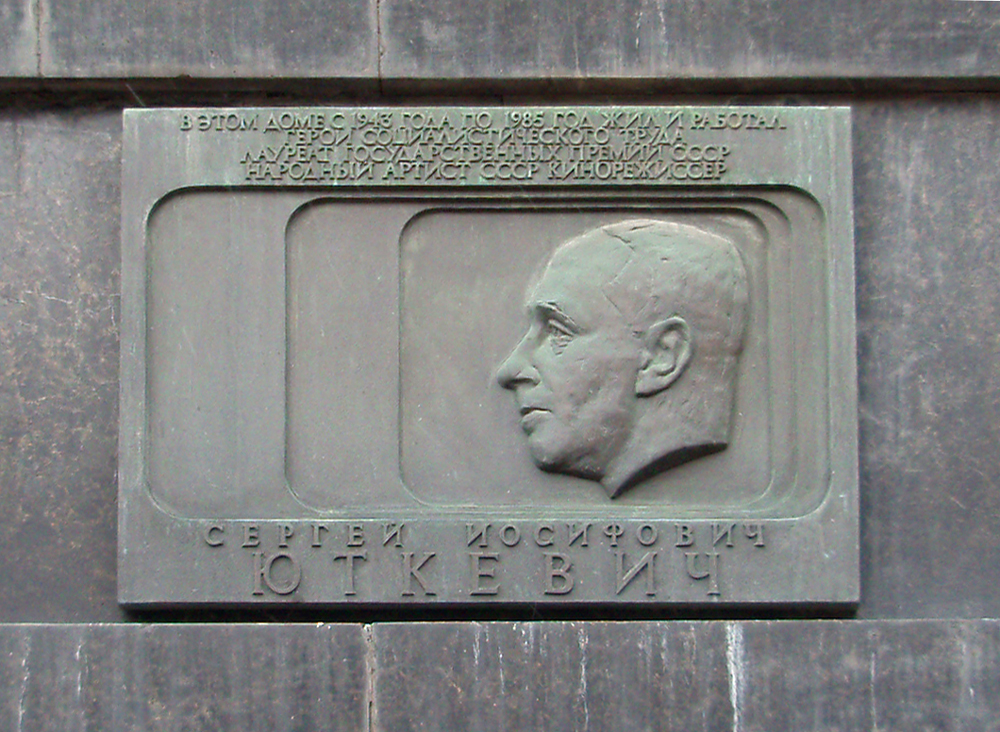
ユトケーヴィッチが住んでいたモスクワに作られた記念碑。

ロシア帝国時代のサンクトペテルブルクで生まれる。10代の頃に人形劇の仕事を始めた。1921年から23年のあいだはフセヴォロド・メイエルホリドの下で働いた。1920年代に映画界に入り、1928年に監督活動を始めた。作品の多くはロシア映画であり、アメリカ合衆国のスラップスティック作品に影響を受けていた。一方で、シリアスな歴史映画、ドキュドラマ、伝記映画も撮っていた。
『オセロ』（1955年）と『ウラジミール・レーニンの想い出』（1966年）で2度カンヌ国際映画祭監督賞を受賞した。他に『Lenin in Paris』で知られる。1959年の第1回モスクワ国際映画祭、その2年後の第2回モスクワ国際映画祭で審査員の1人を務めた。1967年の第5回モスクワ国際映画祭で審査員長を務めた。
1985年4月24日にソビエト連邦のモスクワで亡くなる。

## 主なフィルモグラフィ
- 呼応計画 Встречный (1932) 監督・脚本
- 三つの邂逅 Три встречи (1948) 監督
- オセロ Отелло (1955) 監督・脚本
- ウラジミール・レーニンの想い出 Ленин в Польше (1966) 監督・脚本